# Coniopteryx kerzhneri
Coniopteryx kerzhneri är en insektsart som beskrevs av Meinander 1971. Coniopteryx kerzhneri ingår i släktet Coniopteryx och familjen vaxsländor. Inga underarter finns listade i Catalogue of Life.